# Captain America: Civil War
Captain America: Civil War er en amerikansk superheltefilm fra 2016. Filmen er instrueret af Anthony og Joe Russo, skrevet af Christopher Markus og Stephen Feely, og har Chris Evans i titelrollen som Steve Rogers/Captain America. Det store skuespillergalleri inkluderer også Robert Downey Jr., Scarlett Johansson, Sebastian Stan, Anthony Mackie, Paul Bettany, Jeremy Renner, Don Cheadle, Elizabeth Olsen og Paul Rudd.
Filmen er den trettende i rækken i Marvel Cinematic Universe, og den tredje i Captain America-serien. Den havde biografpremiere 28. april 2016 i Danmark.

## Handling
Da politikerne vil oprette en ordning som gør at der er et system af ansvarlighed og et styrende organ som bestemmer når man skal indkalde Avengers, på grund af ødelæggelserne som Ultron skabte i Sokovia, fører det til en konflikt mellem superheltene, og det mens det kommer en ny fjende på banen de må beskytte verden fra.

## Rolleliste
- Chris Evans som Steve Rogers/Captain America
- Robert Downey Jr. som Tony Stark/Iron Man
- Scarlett Johansson som Natasha Romanoff/Black Widow
- Sebastian Stan som Bucky Barnes/Winter Soldier
- Anthony Mackie som Sam Wilson/Falcon
- Emily VanCamp som Sharon Carter/Agent 13
- Don Cheadle som James "Rhodey Rhodes/War Machine
- Jeremy Renner som Clint Barton/Hawkeye
- Chadwick Boseman som T'Challa/Black Panther
- Paul Bettany som Vision
- Elizabeth Olsen som Wanda Maximoff/Scarlet Witch
- Paul Rudd som Scott Lang/Ant-Man
- Tom Holland som Peter Parker/Spider-Man
- William Hurt som Thaddeus Ross
- Daniel Brühl som Helmut von Zemo
- Frank Grillo som Brock Rumlow/Crossbones
- Hayley Atwell som Peggy Carter
- Marisa Tomei som May Parker
- Martin Freeman som Everett Ross